# 1990년
1990년은 월요일로 시작하는 평년이다.

## 사건
- 1월 22일 - 노태우 대통령은 민주정의당, 통일민주당, 신민주공화당이 합당하는 3당합당 성명을 발표하였다.
- 1월 29일 - 폴란드 인민 공화국의 집권 정당이던 폴란드 통일노동자당이 해체되었다
- 2월 9일 - 민주자유당을 창당하다.
- 3월 21일 - 나미비아가 남아프리카 공화국으로부터 독립하다.
- 4월 12일 - KBS 사태가 일어나면서 약 한 달간 방송이 정상적으로 진행되지 못했다. (~ 5월 18일)
- 4월 23일 - 나미비아, 유엔에 가입하다.
- 4월 24일 - 미국 허블 우주 망원경을 발사하다.
- 5월 22일 - 예멘의 통일, 북예멘과 남예멘이 하나의 예멘으로 통일되다.
- 6월 23일 - 몰도바가 소련으로부터 독립을 선언하다.
- 7월 1일 - 지난 1988년 10월 호송버스 탈주범에서 유일하게 붙잡히지 않았던 범인 김길호가 1년 9개월만에 서울 중랑구 면목동에서 마지막으로 검거됐다.
- 7월 18일 - 남아프리카 공화국 넬슨 만델라 출소.
- 7월 27일 - 벨라루스가 소련으로부터 독립을 선언하다.
- 8월 2일 - 걸프 전쟁: 이라크, 쿠웨이트 침공.
- 8월 13일 - 소련 고르바초프 대통령, 스탈린 치하 희생자 전원을 복권시키는 포고령을 발표하다.
- 8월 16일 - 걸프 전쟁: 미국 해군, 및 이라크가 점령한 쿠웨이트 일대 해상 전면 봉쇄하다.
- 8월 22일 - 대한민국과 니카라과가 수교하다.
- 9월 9일 ~ 9월 12일 - 한강대홍수로 인명피해 163명, 재산피해 5,203억원, 이재민 18만 7,200명이 발생하다.
- 9월 10일 - 이란과 이라크, 이란-이라크 전쟁으로 단절됐던 양국 국교 재개 합의.
- 9월 14일 - 쿠웨이트 침공 이라크군, 쿠웨이트 주재 프랑스, 벨기에, 캐나다 대사관에 난입하다.
- 9월 18일 - 리히텐슈타인, 유엔에 가입하다.
- 9월 30일 - 대한민국과 소련 수교, 85년 만에 국교를 정상화하다.
- 10월 2일 - 광저우 바이윈 국제공항에서 여객기 3대가 충돌하여 128명이 사망하다.
- 10월 3일 - 독일의 재통일, 분단 41년 만에 서독과 동독이 하나의 독일로 통일되다.
- 10월 4일 - 대한민국과 베냉이 수교하다.
- 10월 5일 - 윤석양 이병 양심선언 사건.
- 10월 13일 - 대한민국의 노태우 대통령, 범죄와의 전쟁을 선포하다.

## 문화
- 2월 15일 - 아시아자동차공업에서 록스타 출시.
- 2월 20일 - 현대자동차에서 스쿠프 출시.
- 3월 2일 - KBS 1TV의 채널에서 광고방송(상업광고방송)을 갖다 평일 블록광고를 폐지를 했고, 주말과 공휴일에 스포츠프로그램과 실황중계프로그램 및 영화프로그램까지 광고방송(상업광고방송)을 편성을 하다.
- 3월 15일 - 럭키금성그룹이 프로 야구팀 MBC 청룡을 인수하여 LG 트윈스가 창단되었다.
- 3월 31일 - 프로 야구팀 쌍방울 레이더스가 창단되었다.
- 4월 15일 - Cpbc FM 라디오 방송 개국.
- 5월 1일 - BBS FM 라디오 방송 개국.
- 5월 20일 - 양각도국제호텔이 완공되었다.
- 5월 22일 - 윈도우 3.0이 출시되다.
- 6월 8일 ~ 7월 8일 - 1990 이탈리아 월드컵이 개최되다.
- 6월 11일 - TBS FM 라디오 방송 개국.
- 6월 26일 - 부산광역시 남구 용호동에 도로교통공단 부산남부운전면허시험장 개장을 하다.
- 9월 21일 - 고려대학교 이호왕 박사 팀과 녹십자사가 세계 최초로 유행성출혈열의 예방 백신을 개발하다.
- 9월 22일 ~ 10월 7일 - 중화인민공화국 베이징시에서 1990년 아시안 게임이 개최하였다.
- 9월 25일 - 후안 안토니오 사마란치 국제올림픽위원회(IOC) 위원장, 제 1회 서울평화상을 수상하다.
- 9월 26일 - 대우자동차(한국GM의 전신)에서 에스페로 출시.
- 10월 15일 - 소련의 미하일 고르바초프 전 소련 대통령, 냉전 종식을 위해 노력한 점이 인정되어 노벨 평화상 수상자로 결정.
- 10월 24일 - LG 트윈스가 삼성 라이온즈를 4연승으로 꺾고 1990년 한국시리즈에서 창단 첫 우승을 차지하였다.
- 10월 25일 - 현대자동차에서 엘란트라 출시.
- 10월 28일 - KBO 리그 한국시리즈 4차전에서 LG 트윈스가 삼성 라이온즈를 6대 2로 꺾고 시리즈 전적 4승으로 1982년 창단 이후 8년만에 통산 1번째 우승을 달성하였다.
- 11월 1일 - 신승훈이 1집 《미소 속에 비친 그대》로 데뷔하다.
- 11월 10일 - 대한민국 최초의 축구 전용구장인 포항 축구 전용구장을 개장하다.
- 11월 14일 - 대한민국 민영 방송 SBS 설립.
- 11월 21일 - 닌텐도에서 가정용 게임기 슈퍼 패미컴을 발매하다.
- 12월 1일 - 영국과 프랑스를 잇는 채널 터널이 연결되다.
- 12월 18일 - 대한민국에서 1991학년도 학력고사 실시.
- 12월 27일 - EBS TV, EBS FM 개국.

## 탄생

### 1월
- 1월 1일
  - 대한민국의 희극인 안소미.
  - 대한민국의 희극인 신규진.
  - 대한민국의 레이싱 모델 은하영.
  - 영국의 영화 프로듀서 톰 애컬리.
  - 대한민국의 순정 문학 작가·성우·순정 만화가·순정 소설가인 윤혜영.
- 1월 2일
  - 대한민국의 가수 윤태화.
  - 대한민국의 트로트 가수 아라지오.
- 1월 3일
  - 대한민국의 가수 소유찬.
  - 대한민국의 축구 선수 김정현.
- 1월 4일
  - 대한민국의 사회기관단체인 김동근.
  - 독일의 축구 선수 토니 크로스.
- 1월 5일
  - 대한민국의 배우 신윤정.
  - 대한민국의 가수 양요섭 (비스트, 하이라이트).
- 1월 6일
  - 대한민국의 아나운서 박윤미.
  - 대한민국의 축구 선수 정설빈.
- 1월 7일 - 대한민국의 가수 신성진.
- 1월 8일
  - 대한민국의 인터넷 방송인 감스트.
  - 스웨덴의 축구 선수 로빈 올센.
  - 카보베르데의 축구 선수 리안 멘드스.
  - 일본의 축구 선수 핫탄다 고헤이.
- 1월 9일
  - 대한민국의 배우, 가수 남지현.
  - 대한민국의 프로게이머 이제동 (이블 지니어스).
  - 대한민국의 야구 선수 박세혁.
  - 대한민국의 가수 양지은.
  - 대한민국의 배우 김민호.
- 1월 10일
  - 미국의 아이스하키 선수 존 칼슨.
  - 대한민국의 전 배구 선수 이현진.
- 1월 11일 - 대한민국의 영화스탭 최재윤.
- 1월 12일 - 대한민국의 배우 유현지.
- 1월 13일
  - 대한민국의 미스코리아 서설희.
  - 대한민국의 모델 및 유튜버 정지우.
- 1월 14일
  - 대한민국의 가수 한결.
  - 헝가리의 펜싱 선수 실라지 아론.
- 1월 15일
  - 대한민국의 가수 린아.
  - 대한민국의 가수 백지웅.
- 1월 16일 - 대한민국의 보디빌딩 선수 김나인.
- 1월 17일
  - 대한민국의 야구 선수 장성우.
  - 미국의 프리스타일 스키 선수 브리타 시고니.
- 1월 18일
  - 대한민국의 가수 이신주.
  - 대한민국의 가수 하루.
- 1월 19일
  - 대한민국의 성우 장서화.
  - 대한민국의 성우 이보용.
- 1월 20일
  - 대한민국의 가수 악동광행 (남녀공학).
  - 대한민국의 레이싱 모델 오아희.
- 1월 21일 - 대한민국의 작곡가 허니슬립.
- 1월 22일
  - 대한민국의 유튜버 포니.
  - 대한민국의 트라이애슬론 선수 김지연.
  - 대한민국의 가수 천승찬.
- 1월 23일
  - 대한민국의 축구 선수 신종훈.
  - 대한민국의 컬링 선수 김은지.
- 1월 24일
  - 대한민국의 배우 김민석.
  - 일본의 수영 선수 이리에 료스케.
  - 브라질의 모델 최송이.
  - 투발루의 축구 선수 알로푸아 페토아.
- 1월 25일
  - 대한민국의 가수 준호 (2PM).
  - 대한민국의 가수 여은 (멜로디데이).
  - 대한민국의 리그 오브 레전드 프로게임단 코치 정제승.
- 1월 26일
  - 대한민국의 배우 김민영.
  - 사우디아라비아의 축구 선수 나와프 알아베드.
  - 대한민국의 야구 선수 정찬헌.
- 1월 27일 - 대한민국의 배우 김재인.
- 1월 28일
  - 스웨덴의 축구 선수 칼요한 욘손.
  - 대한민국의 배우 이홍내.
- 1월 29일
  - 폴란드의 축구 선수 그제고시 크리호비아크.
  - 노르웨이의 축구 선수 잉리 모에 볼.
- 1월 30일 - 대한민국의 배우 이솜.
- 1월 31일
  - 일본의 가수 야부 코타 (Hey! Say! JUMP).
  - 대한민국의 성우, 유튜버 김보민.

### 2월
- 2월 1일
  - 영국의 싱어송라이터 로라 말링.
  - 대한민국의 축구 선수 주현우.
- 2월 2일
  - 대한민국의 모델, 배우 홍종현.
  - 대한민국의 래퍼 정하나 (시크릿).
  - 대한민국의 성우 이다은.
- 2월 3일
  - 일본의 성우 코하라 리코.
  - 코트디부아르의 축구 선수 아다마 트라오레.
  - 자메이카계 미국 가수 션 킹스턴.
- 2월 4일
  - 일본의 성우 토마츠 하루카.
  - 대한민국의 배우 한여울.
- 2월 5일
  - 대한민국의 가수 김지수.
  - 남아프리카공화국의 영화배우 샬비 딘. (~2022년)
  - 대한민국의 배우 강희제.
  - 대한민국의 이종격투기 선수 서진수.
- 2월 6일
  - 대한민국의 야구 선수 채은성.
  - 대한민국의 모델 심채원.
  - 대한민국의 가수 하리.
- 2월 7일 - 대한민국의 가수 한승찬.
- 2월 8일
  - 대한민국의 배우 백진희.
  - 대한민국의 가수 세영 (크로스진).
  - 대한민국의 성우 박성영.
- 2월 9일
  - 대한민국의 전직 스타크래프트, 프로게이머 신상호.
  - 러시아의 축구 선수 표도르 스몰로프.
- 2월 10일
  - 대한민국의 가수, 배우 수영 (소녀시대).
  - 대한민국의 가수 후디.
  - 대한민국의 가수 장보윤.
  - 일본의 전 축구 선수 요시다 사토시.
- 2월 11일
  - 대한민국의 배우 고아라.
  - 대한민국의 가수 찬성 (2PM).
  - 대한민국의 프로게이머 여의주. (~2011년)
- 2월 12일
  - 대한민국의 배우 박보영.
  - 대한민국의 야구 선수 박진우.
- 2월 13일
  - 대한민국의 야구 선수 홍상삼.
  - 대한민국의 축구 선수 윤석영.
  - 대한민국의 전 스타크래프트 프로게이머 박지수.
  - 프랑스의 축구 선수 마마두 사코.
- 2월 14일 - 대한민국의 성우 이세레나.
- 2월 15일
  - 일본의 유도 선수 에비누마 마사시.
  - 대한민국의 가수 의진.
  - 러시아의 모델 소피야 루디예바.
- 2월 16일 - 미국의 싱어송라이터 위켄드.
- 2월 17일
  - 대한민국의 야구 선수 허정협.
  - 대한민국의 희극인 안진호.
  - 대한민국의 축구 선수 김창훈.
- 2월 18일
  - 대한민국의 배우 강소라.
  - 대한민국의 배우 박신혜.
  - 대한민국의 전(前) 스타래프트 프로게이머 김명운.
  - 대한민국의 성악가 최성봉. (~2023년)
  - 네덜란드의 프로 야구 선수 디디 흐레호리위스.
- 2월 19일 - 대한민국의 배우 이엘리야.
- 2월 20일
  - 대한민국의 사업가 이송이.
  - 이탈리아의 축구 선수 치로 임모빌레.
  - 기니의 축구 선수 압둘 카마라.
- 2월 21일 - 대한민국의 배우 강하늘.
- 2월 22일
  - 대한민국의 레이싱 모델 신유나.
  - 대한민국의 야구 선수 윤수강.
  - 대한민국의 사업가 이송이.
  - 이탈리아의 축구 선수 치로 임모빌레.
- 2월 23일
  - 대한민국의 야구 선수 조홍석.
  - 대한민국의 배우 노상보.
- 2월 24일
  - 대한민국의 야구 선수 박해민 (삼성 라이온즈).
  - 대한민국의 뮤지컬 배우 김지현.
  - 대한민국의 핸드볼 선수 류은희.
- 2월 25일
  - 대한민국의 희극인 손민수.
  - 대한민국의 레이싱 모델 송주아.
  - 대한민국의 전 야구 선수 김희석.
- 2월 27일
  - 대한민국의 축구 선수 김영권.
  - 대한민국의 전직 스타크래프트 프로게이머 이승석.
  - 대한민국의 농구 선수 김단비.
  - 스페인의 축구 선수 마르타 토레혼.
  - 대한민국의 뮤지컬 배우 박강현.
- 2월 28일
  - 영국의 배우 조지나 레오니다스.
  - 독일의 축구 선수 제바스티안 루디.
  - 대한민국의 전직 스타크래프트 프로게이머 최호선.
  - 대한민국의 가수 강지혜.

### 3월
- 3월 1일
  - 대한민국의 트라이애슬론 선수 허민호.
  - 대한민국의 사격 선수 송종호.
  - 잉글랜드의 배우 해리 이든.
- 3월 2일
  - 대한민국의 가수, 배우 이홍기 (F.T 아일랜드).
  - 대한민국의 희극인 이한별.
- 3월 3일 - 대한민국의 바둑 기사 박지영.
- 3월 4일
  - 대한민국의 레이싱 모델 장은영.
  - 스페인의 축구 선수 프란 메리다.
  - 미국의 배우 앤드리아 보언.
- 3월 5일
  - 독일의 펜싱 선수 알렉산드라 부이도소.
  - 잉글랜드의 전 축구 선수 대니 드링크워터.
- 3월 6일
  - 대한민국의 가수 초아 (AOA).
  - 잉글랜드의 축구 선수 라이언 베넷.
  - 대한민국의 배우 방병현.
- 3월 7일 - 대한민국의 가수 최종훈 (F.T 아일랜드).
- 3월 8일
  - 대한민국의 가수 A.Y.
  - 미국의 가수 크리스티니아 드바지.
- 3월 9일
  - 대한민국의 배우 정연주.
  - 네덜란드의 축구 선수 데일리 블린트.
- 3월 10일 - 대한민국의 이종격투기 선수 김세영.
- 3월 11일 - 미국의 전 야구 선수 라이언 루아.
- 3월 12일
  - 대한민국의 야구 선수 오지환.
  - 대한민국의 축구 선수 최재원.
- 3월 13일 - 캐나다의 유도 선수 앙투안 발루아포르티에.
- 3월 14일
  - 대한민국의 아나운서 이남규.
  - 대한민국의 가수 살찐 고양이.
  - 일본의 배우 쿠로키 하루.
  - 캐나다의 배우 사샤 클레멘츠.
- 3월 15일 - 대한민국의 모델 박다솜.
- 3월 16일
  - 대한민국의 스피드 스케이팅 선수 최정원.
  - 대한민국의 아나운서 김민지.
- 3월 17일
  - 일본의 가수, 배우 타마모리 유타 (Kis-My-Ft2).
  - 도미니카 공화국의 야구 선수 진 세구라.
- 3월 18일
  - 대한민국의 영양사 김민지.
  - 대한민국의 전 농구 선수 이유진.
- 3월 19일
  - 대한민국의 야구 선수 장민재.
  - 대한민국의 가수 겸 전 축구 선수 구자명.
- 3월 20일
  - 프랑스의 배우 스테이시 마르탱.
  - 대한민국의 가수 이승현 (엠파이어).
- 3월 21일
  - 대한민국의 축구 선수 김민우.
  - 대한민국의 가수 겸 배우 송주희.
  - 프랑스의 농구 선수 앙드루 알비시.
- 3월 22일
  - 대한민국의 축구 선수 김병규.
  - 대한민국의 축구 선수 김강선.
  - 러시아의 권투 선수 블라디미르 니키틴.
- 3월 23일
  - 대한민국의 야구 선수 김상수 (삼성 라이온즈).
  - 대한민국의 유튜버 꾹TV (본명:김종국)
  - 요크 공녀 유제니
- 3월 24일
  - 일본의 축구 선수 오쓰 유키.
  - 뉴질랜드의 배우 케이샤 캐슬 휴스
  - 미국의 천문학자 오언 깅거리치. (~2023년)
  - 대한민국의 가수 송송이.
  - 대한민국의 자전거 경기 선수 나아름.
- 3월 25일 - 대한민국의 축구 선수 박한빈.
- 3월 26일
  - 대한민국의 야구 선수 강동호.
  - 대한민국의 가수 시우민 (EXO,EXO-M).
  - 대한민국의 전(前) 밴드 오원빈.
  - 대한민국의 배우 오하늬.
  - 대한민국의 배우 최우식.
  - 일본의 배우, 가수 타카키 유야 (Hey! Say! JUMP).
  - 일본의 배우 야기라 유야.
  - 대한민국의 가수 레터 플로우.
- 3월 27일 - 대한민국의 세팍파크로 선수 이민주.
- 3월 28일
  - 대한민국의 래퍼 도끼.
  - 대한민국의 가수 박필규.
  - 미국의 배우 로라 해리어.
  - 이탈리아의 축구 선수 루카 마로네.
- 3월 29일
  - 대한민국의 전직 스타크래프트 프로게이머 염보성.
  - 미국의 배우 조시 블레이록.
- 3월 30일
  - 대한민국의 가수 이기광 (비스트, 하이라이트).
  - 대한민국의 야구 선수 이성민.
- 3월 31일
  - 대한민국의 전 래퍼 방용국.
  - 대한민국의 배우 박연수.
  - 일본의 배우 야마자키 쇼헤이.

### 4월
- 4월 1일 - 대한민국의 가수 동림 (DMTN).
- 4월 2일
  - 대한민국의 가수 소야.
  - 대한민국의 전 가수, 배우 서재형.
  - 대한민국의 가수 엘린 (크레용팝).
  - 미국의 배우 레이철 브로즈너핸.
  - 러시아의 리듬 체조 선수 예브게니야 카나예바.
- 4월 3일
  - 크로아티아의 축구 선수 로브레 칼리니치.
  - 네덜란드의 축구 선수 사리 판 페이넨달.
  - 일본의 축구 선수 기시다 쇼헤이.
- 4월 4일
  - 대한민국의 가수 이제나.
  - 대한민국의 치어리더 김한나.
  - 카자흐스탄 태생 아제르바이잔의 축구 선수 디미트리 나자로프.
- 4월 5일
  - 일본의 배우 미우라 하루마. (~2020년)
  - 대한민국의 배우 김정현.
  - 베트남의 펜싱 선수 응우옌띠엔녓.
- 4월 6일
  - 대한민국의 모델, 배우 서예지.
  - 대한민국의 희극인 심문규.
  - 대한민국의 야구 선수 김건우.
  - 미국의 배우 카일 스완.
- 4월 7일
  - 대한민국의 배우 나혜진.
  - 대한민국의 가수 한해 (팬텀).
  - 스페인의 배우 비키 루엥고.
- 4월 8일
  - 대한민국의 가수 종현 (샤이니). (~2017년)
  - 대한민국의 바둑 기사 이영주.
- 4월 9일 - 미국의 배우 크리스틴 스튜어트.
- 4월 10일
  - 대한민국의 배우 노행하.
  - 영국의 배우 알렉스 페티퍼.
- 4월 11일
  - 대한민국의 모델 고소현.
  - 일본의 전직 축구 선수 오쓰카 쇼헤이.
- 4월 12일
  - 대한민국의 배우 박연우.
  - 일본의 축구 선수 사카이 히로키.
  - 대한민국의 사회 운동가, 정치인 용혜인.
- 4월 13일 - 대한민국의 축구 선수 주민규.
- 4월 14일
  - 대한민국의 가수 정윤혜 (레인보우).
  - 이탈리아의 쇼트트랙 선수 아리안나 폰타나.
- 4월 15일 - 영국의 배우, 모델 엠마 왓슨.
- 4월 16일 - 대한민국의 야구 선수 임정호.
- 4월 17일
  - 대한민국의 배우 차우진.
  - 대한민국의 배우 변준석.
  - 대한민국의 배우 김지한.
  - 중화민국의 양궁 선수 레이첸잉.
  - 일본의 전 축구 선수 후지와라 고타로.
- 4월 18일
  - 미국의 배우 브릿 로버트슨.
  - 폴란드의 축구 선수 보이치에흐 슈치에스니
  - 대한민국의 배우, 가수 곽희성.
  - 이탈리아의 수영 선수 루카 도토.
- 4월 19일
  - 대한민국의 배우 임수향.
  - 대한민국의 가수 힘찬 (B.A.P).
  - 대한민국의 축구 선수 한국영.
  - 필리핀의 배우, 가수 킴 치우.
- 4월 20일
  - 중화인민공화국의 가수 루한.
  - 프랑스의 유도 선수 오드리 최메오.
- 4월 21일 - 대한민국의 배우 정지안.
- 4월 22일 - 미국의 래퍼 머신 건 켈리.
- 4월 23일
  - 영국의 배우 데브 파텔.
  - 대한민국의 배우 태미.
  - 덴마크의 축구 선수 마티아스 예르겐센.
  - 스웨덴의 축구 선수 소피아 야콥손.
  - 이탈리아의 축구 선수 크리스티아나 지렐리.
  - 대한민국의 작곡가 새봄.
- 4월 24일
  - 대한민국의 배우 김태리.
  - 대한민국의 축구 선수 이명주.
  - 대한민국의 성악가 장주훈.
- 4월 25일
  - 대한민국의 가수, 전 치어리더 원희.
  - 독일의 테니스 선수 얀레나르트 슈트루프.
  - 일본의 축구 선수 다카하시 유마.
  - 태국의 역도 선수 핌시리 시리깨오.
- 4월 26일 - 대한민국의 미스코리아, 배우 김유미.
- 4월 27일 - 칠레의 사격 선수 프란시스카 크로베토.
- 4월 28일 - 대한민국의 가수 진.
- 4월 29일 - 대한민국의 배우 차민지.
- 4월 30일
  - 대한민국의 가수 루이.
  - 일본의 전 축구 선수 히가 고헤이.

### 5월
- 5월 1일 - 대한민국의 뮤지컬 배우 강지혜.
- 5월 2일
  - 대한민국의 바둑 기사 윤찬희.
  - 미국의 농구 선수 폴 조지.
  - 미국의 배우 케이 파나베이커.
  - 일본의 성우 아이하라 코토미.
- 5월 3일
  - 대한민국의 가수 이소예.
  - 핀란드의 아이스하키 선수 테무 하르티카이넨.
- 5월 4일
  - 일본의 축구 선수 다카하시 슌키.
  - 대한민국의 작곡가 필라.
- 5월 5일
  - 대한민국의 가수 송지은 (시크릿).
  - 대한민국의 레이싱 모델 유아라.
  - 미국의 배우 해나 지터.
- 5월 6일
  - 일본의 축구 선수 구도 마사토. (~2022년)
  - 멕시코의 펜싱 선수 다니엘 고메스.
- 5월 7일
  - 대한민국의 축구 선수 윤빛가람.
  - 일본의 배우 겸 성우 토다니 키미토.
- 5월 8일 - 일본의 프로레슬링 선수 시라이 이오.
- 5월 9일
  - 대한민국의 가수 김정우.
  - 스페인의 축구 선수 헤니페르 에르모소.
- 5월 10일
  - 일본의 가수 카타야마 하루카.
  - 미국의 야구 선수 살바도르 페레스.
  - 스페인의 축구 선수 헤니페르 에르모소.
- 5월 11일 - 대한민국의 래퍼 우태운 (남녀공학, 스피드).
- 5월 12일
  - 미국의 유튜버, 인터넷 방송인 Etika. (~2019년)
  - 대한민국의 가수 이서현.
- 5월 13일 - 대한민국의 가수 멜라니.
- 5월 14일 - 대한민국의 야구 선수 장영석.
- 5월 15일
  - 대한민국의 가수 이종현 (씨엔블루).
  - 뉴질랜드의 모델 스텔라 맥스웰.
  - 잉글랜드의 배우 소피 쿡슨.
- 5월 16일
  - 영국의 배우 토머스 생스터.
  - 대한민국의 가수 김보경.
- 5월 17일
  - 대한민국의 프로게이머 김영진 .
  - 대한민국의 배우 고나연.
- 5월 18일
  - 대한민국의 가수, 배우 허가윤 (포미닛).
  - 일본의 축구 선수 오사코 유야.
- 5월 19일 - 대한민국의 야구 선수 김태훈.
- 5월 20일
  - 대한민국의 야구 선수 문선재.
  - 영국의 배우 조시 오코너.
- 5월 21일
  - 대한민국의 배우 주새벽.
  - 대한민국의 펜싱 선수 최인정.
- 5월 22일 - 대한민국의 배우 장기범.
- 5월 23일
  - 대한민국의 모델, 필라테스 강사, 유튜버 심으뜸.
  - 대한민국의 배우 이재균.
- 5월 24일
  - 대한민국의 축구 선수 김태준.
  - 일본의 배우 마츠시타 유야.
- 5월 25일
  - 대한민국의 가수 치타.
  - 대한민국의 레이싱 모델 연다빈.
  - 대한민국의 가수 키츠요지.
  - 미국의 프로레슬링 선수 보 댈러스.
  - 일본의 언론인, 아나운서 호리 사유리.
- 5월 26일 - 대한민국의 레이싱 모델 김예하.
- 5월 27일
  - 대한민국의 프로게이머 손석희 (마이인새니티).
  - 대한민국의 축구 선수 이희성.
- 5월 28일
  - 대한민국의 가수 지안.
  - 잉글랜드의 축구 선수 카일 워커.
- 5월 29일
  - 대한민국의 자전거 경기 선수 장경구.
  - 대한민국의 축구 선수 조지훈.
  - 네덜란드의 축구 선수 셰리다 스피처.
- 5월 30일
  - 대한민국의 가수 윤아 (소녀시대).
  - 대한민국의 농구 선수 이대성.
  - 조선민주주의인민공화국의 축구 선수 박승혁.
- 5월 31일
  - 일본의 축구 선수 하나토 진.
  - 미국의 프로레슬링 선수 몬테즈 포드.

### 6월
- 6월 1일 - 일본의 성우 무라카와 리에.
- 6월 2일
  - 대한민국의 배구 선수 황민경.
  - 영국의 배우 잭 로던.
- 6월 3일 - 대한민국의 아나운서 김도연.
- 6월 4일
  - 대한민국의 가수 진해성.
  - 대한민국의 전 야구 선수 전인환.
  - 대한민국의 가수 김한일. (~2018년)
- 6월 5일
  - 대한민국의 배우 차주영.
  - 대한민국의 아나운서 김태준.
- 6월 6일
  - 대한민국의 전직 스타크래프트 프로게이머 송현덕.
  - 오키나와 일본계 미국인 유튜브 희극인 라이언 히가.
- 6월 7일 - 오스트레일리아의 래퍼 이기 아젤리아.
- 6월 9일 - 대한민국의 전 야구 선수 조승수.
- 6월 10일 - 대한민국의 유튜버 이라온.
- 6월 11일
  - 대한민국의 배우 강수진.
  - 대한민국의 배우 고경표.
- 6월 12일 - 대한민국의 배우 곽정욱.
- 6월 13일
  - 영국의 배우 에런 테일러존슨.
  - 대한민국의 희극인 박소라.
  - 대한민국의 아나운서 이나연.
  - 대한민국의 가수 김동하.
- 6월 14일
  - 독일의 펜싱 선수 베네딕트 바그너.
  - 대한민국의 가수 이슬.
- 6월 15일 - 대한민국의 배우 조혜진.
- 6월 17일 - 잉글랜드의 축구 선수 조던 헨더슨.
- 6월 18일 - 대한민국의 가수 소영.
- 6월 19일
  - 대한민국의 배우 김범수.
  - 일본의 배우 마쓰바라 나쓰미.
  - 대한민국의 전 기상캐스터 전소영.
  - 대한민국의 전 아나운서, 앵커 정하니
- 6월 20일
  - 대한민국의 레이싱 모델 서아란.
  - 대한민국의 가수 케이플라워.
  - 미국의 농구 선수 파브 멜루. (~2017년)
- 6월 21일
  - 대한민국의 모델 유승옥.
  - 대한민국의 배우 고성희.
  - 아르헨티나의 축구 선수 에스테파니아 바니니.
  - 일본의 배우 스즈키 가쓰미.
  - 크로아티아의 원반던지기 선수 산드라 엘카세비치.
- 6월 22일
  - 일본의 가수 이노오 케이 (Hey! Say! JUMP).
  - 대한민국의 가수 호림.
  - 대한민국의 축구 선수 서보민.
- 6월 23일
  - 대한민국의 배우 임지연.
  - 대한민국의 야구 선수 고원준.
- 6월 24일 - 대한민국의 야구 선수 성영훈.
- 6월 25일
  - 대한민국의 레이싱 모델 이화리.
  - 대한민국의 축구 선수 김혜리.
  - 대한민국의 트로트 가수 구수경.
- 6월 26일
  - 사우디아라비아의 축구 선수 야흐야 알셰흐리.
  - 대한민국의 배우 나무.
- 6월 27일 - 대한민국의 레이싱 모델 이아린.
- 6월 28일 - 대한민국의 가수 댑.
- 6월 29일
  - 대한민국의 뮤지컬배우 손승원.
  - 대한민국의 레이싱 모델 조인영.
- 6월 30일
  - 대한민국의 가수 엔 (빅스).
  - 대한민국의 전 축구 선수 김민겸.

### 7월
- 7월 1일
  - 대한민국의 전 축구 선수 김성현.
  - 일본의 가수 사토 나츠키. (AKB48)
- 7월 2일
  - 대한민국의 야구 선수 안치홍 (KIA 타이거즈).
  - 오스트레일리아 출신의 미국 배우 마고 로비.
- 7월 3일
  - 대한민국의 전 농구 선수 김지수.
  - 대한민국의 가수 박태진.
  - 카타르의 축구 선수 루카스 멘데스.
  - 미국의 배우 맷 와인버그.
- 7월 4일
  - 대한민국의 전직 스타크래프트 프로게이머 김윤중.
  - 대한민국의 가수 장한별.
  - 대한민국의 아나운서 김다은.
  - 브라질의 축구 선수 루카스 소자.
- 7월 5일 - 대한민국의 가수 박경리 (나인뮤지스).
- 7월 6일 - 대한민국의 영화감독 김진아.
- 7월 7일 - 대한민국의 전 배우, 가수 한지성 (~2019년).
- 7월 8일
  - 대한민국의 연극 배우 전희연.
  - 대한민국의 전직 스타크래프트 프로게이머 김시윤.
- 7월 9일
  - 대한민국의 축구 선수 김민수.
  - 알제리 출신 카타르의 축구 선수 부알렘 쿠키.
  - 일본의 배우 이케마츠 소스케.
- 7월 10일
  - 대한민국의 야구 선수 강윤구 (넥센 히어로즈).
  - 대한민국의 배우 성준.
  - 대한민국의 배우 이시아.
  - 대한민국의 야구 선수 강리호.
- 7월 11일 - 일본의 배우 오치아이 모토키.
- 7월 12일
  - 대한민국의 가수 노지훈.
  - 대한민국의 가수 허민진, 허민선 (크레용팝, 딸기우유).
  - 대한민국의 배구 선수 김선영.
  - 대한민국의 배우 손민지.
  - 중화인민공화국의 프리스타일 스키 선수 쉬멍타오.
  - 포르투갈의 축구 선수 베베.
- 7월 13일
  - 대한민국의 희극인 리리코.
  - 대한민국의 뮤지컬 배우 장동혁.
  - 대한민국의 전직 리그 오브 레전드 프로게이머 에이콘.
- 7월 14일
  - 대한민국의 아나운서 장예원 (SBS).
  - 대한민국의 레이싱 모델 엄지아.
- 7월 15일 - 대한민국의 프로게이머 신재욱.
- 7월 16일
  - 대한민국의 가수 영림 (라꼼마).
  - 대한민국의 국악인 이윤아.
- 7월 17일 - 미국의 쇼트트랙 선수 J. R. 셀스키.
- 7월 18일
  - 대한민국의 가수 김지숙 (레인보우).
  - 프랑스의 방송인 로빈 데이아나.
  - 대한민국의 축구 선수 김봉진.
  - 대한민국의 가수 전상근.
- 7월 19일
  - 일본의 가수 다카다 시오리.
  - 잉글랜드의 모델 로지 존스.
- 7월 20일 - 대한민국의 아나운서 김해나.
- 7월 21일
  - 대한민국의 가수, 배우 소리.
  - 대한민국의 모델 이윤지.
- 7월 22일 - 일본의 배우 니시다 노조미.
- 7월 23일 - 대한민국의 배우 김철윤.
- 7월 24일
  - 대한민국의 전 야구 선수 김동엽.
  - 대한민국의 배우 이봄.
  - 일본의 전 축구 선수 무라오카 다쿠야.
  - 대한민국의 가수, 싱어송라이터 지셀.
- 7월 25일
  - 대한민국의 아나운서 이향.
  - 가나의 축구 선수 와카소 무바라크.
  - 우루과이의 축구 선수 발레리아 콜만.
  - 대한민국의 기상캐스터 신미림.
- 7월 26일 - 대한민국의 만화가 마일로.
- 7월 27일
  - 대한민국의 레이싱모델 김초롱.
  - 대한민국의 배우 윤진이.
  - 대한민국의 래퍼 키디비.
- 7월 28일
  - 미국의 래퍼 겸 프로듀서 솔자 보이.
  - 일본의 축구 선수 와다 다쿠야.
- 7월 29일
  - 대한민국의 배우 신세경.
  - 대한민국의 성우 김지율.
  - 대한민국의 전직 아나운서 장수정.
  - 칠레의 축구 선수 프란시스카 라라.
  - 미국의 배우 맷 프로콥.
- 7월 30일
  - 대한민국의 아나운서 엄지민.
  - 대한민국의 야구 선수 최재원.
- 7월 31일
  - 대한민국의 야구 선수 최성민 (LG 트윈스).
  - 대한민국의 기상캐스터 이귀주.

### 8월
- 8월 1일
  - 대한민국의 배우 김희정.
  - 영국의 배우 잭 오코널.
- 8월 2일 - 대한민국의 가수, 뮤지컬 배우 김추리.
- 8월 3일
  - 대한민국의 가수, 뮤지컬 배우 강민경 (다비치).
  - 대한민국의 유튜버 딕헌터.
- 8월 4일
  - 크로아티아의 축구 선수 마야 요슈차크.
  - 대한민국의 성우 최윤정.
- 8월 5일
  - 대한민국의 축구 선수 류원우.
  - 대한민국의 가수 재니.
  - 대한민국의 전 아나운서, 앵커 홍유라
- 8월 6일
  - 일본의 가수 니카이도 타카시 (Kis-My-Ft2).
  - 미국의 살인 피해자 존베네 램지. (~1996년)
  - 대한민국의 기자 홍진아.
  - 대한민국의 전 야구 선수 노수광.
- 8월 7일 - 미국의 야구 선수 앤디 번즈.
- 8월 8일
  - 대한민국의 야구 선수 박찬.
  - 체코의 축구 선수 블라디미르 다리다.
- 8월 9일
  - 스웨덴의 배우 빌 스카르스고르드.
  - 대한민국의 배우 강별.
- 8월 10일
  - 대한민국의 모델, 배우 이성경.
  - 대한민국의 가수 혜미 (피에스타).
  - 미국의 배우 루커스 틸.
- 8월 12일 - 이탈리아의 축구 선수 마리오 발로텔리.
- 8월 13일
  - 일본의 배우 미야자와 사에. (SKE48)
  - 대한민국의 성악가 문지훈.
  - 대한민국의 탁구 선수 이상수.
- 8월 14일 - 그리스의 대학 강사, 방송인 안드레아스 바르사코풀로스.
- 8월 15일
  - 미국의 배우 제니퍼 로렌스.
  - 대한민국의 축구 선수 김경민.
  - 대한민국의 배우 이슬아.
- 8월 16일
  - 일본의 성우 우치야마 코우키.
  - 조선민주주의인민공화국의 축구 선수 리명준.
  - 일본의 싱어송라이터, 모델 리나 사와야마.
- 8월 17일
  - 미국의 배우 레이철 허드우드.
  - 대한민국의 가수 신미래.
- 8월 18일
  - 대한민국의 아나운서 남유식.
  - 잉글랜드의 축구 선수 제이슨 스틸.
- 8월 19일 - 대한민국의 가수 글루.
- 8월 21일
  - 대한민국의 유튜버, 아프리카BJ 양띵.
  - 대한민국의 바둑 기사 강훈.
  - 미국의 희극인, 싱어송라이터, 배우, 영화 감독 보 버넘.
- 8월 22일
  - 미국의 야구 선수 드루 허치슨.
  - 미국의 야구 선수 라이언 카펜터.
- 8월 23일
  - 대한민국의 씨름 선수 박민지.
  - 독일의 봅슬레이 선수 마리아마 야망카.
- 8월 24일
  - 대한민국의 아나운서 정다희.
  - 오스트레일리아의 배우 엘리자베스 데비키.
- 8월 25일 - 대한민국의 골프 선수 최운정.
- 8월 26일
  - 대한민국의 야구 선수 허경민.
  - 네덜란드의 축구 선수 만디 판 덴 베르흐.
- 8월 27일
  - 미국의 육상 선수 토리 보이. (~2023년)
  - 대한민국의 축구 선수 이창용.
  - 대한민국의 배우 이청미.
- 8월 28일
  - 스페인의 축구 선수 보얀 크르키치 (FC 바르셀로나).
  - 대한민국의 레이싱 모델 한소울.
- 8월 29일
  - 대한민국의 가수 강예슬.
  - 대한민국의 가수 케빈 오.
- 8월 30일
  - 대한민국의 프로게이머 진영화.
  - 대한민국의 봅슬레이 선수 석영진.
- 8월 31일 - 대한민국의 가수 아녹.

### 9월
- 9월 1일
  - 스위스의 싱어송라이터 멜라니 르네.
  - 대한민국의 연극배우 김상아.
  - 대한민국의 유튜버 킴성태.
  - 독일의 가수, 작곡가 앤 소피.
- 9월 2일 - 대한민국의 희극인 연예림.
- 9월 3일
  - 대한민국의 배우 이주우.
  - 대한민국의 모델, 래퍼 박성진.
  - 대한민국의 국가 대표 아이스하키 선수 황현호.
- 9월 4일
  - 대한민국의 래퍼 맥대디.
  - 우크라이나의 펜싱 선수 올하 하를란.
  - 일본의 축구 선수 쓰루노 다이키.
- 9월 5일
  - 대한민국의 피겨 스케이팅 선수 김연아.
  - 일본의 가수 키쿠치 아미.
  - 대한민국의 배우 정의제.
  - 대한민국의 축구 선수 고무열.
- 9월 6일
  - 대한민국의 가수 하민우 (제국의아이들).
  - 대한민국의 레이싱 모델 서연서.
  - 오스트레일리아의 래퍼 롬 (씨클라운).
- 9월 7일
  - 대한민국의 프리랜서, 진행자 및 방송인 재재.
  - 대한민국의 뮤지컬 배우 정다혜.
- 9월 8일
  - 대한민국의 야구 선수 박건우.
  - 일본의 전 축구 선수 나가타 다쿠야.
- 9월 9일
  - 대한민국의 뮤지컬 배우 한정우.
  - 네덜란드의 배우 멜로디 클라버.
- 9월 10일 - 대한민국의 아나운서 이윤정.
- 9월 11일 - 대한민국의 뮤지컬 배우 고은성.
- 9월 12일
  - 캄보디아의 당구 선수 스롱 피아비.
  - 대한민국의 야구 선수 박민규.
- 9월 13일
  - 대한민국의 가수 제이원.
  - 대한민국의 가수 안준헌.
- 9월 14일
  - 대한민국의 방송인 고은빛.
  - 대한민국의 아나운서 박신영.
- 9월 15일
  - 미국의 배우 맷 시블리.
  - 오스트레일리아의 축구 선수 에런 무이.
  - 대한민국의 골프 선수 이민아.
- 9월 16일
  - 대한민국의 야구 선수 김재윤.
  - 대한민국의 가수 세리 (달샤벳).
- 9월 17일 - 대한민국의 축구 선수 홍철.
- 9월 18일
  - 대한민국의 성우 박민기.
  - 러시아의 유도 선수 데니스 야르체프.
- 9월 19일
  - 일본의 배우, 가수 후쿠다 사키.
  - 러시아의 축구 선수 마리우 피게이라 페르난지스.
  - 잉글랜드의 축구 선수 키어런 트리피어.
  - 대한민국의 이종격투기 선수 김대현.
- 9월 20일 - 대한민국의 배우 정혜인.
- 9월 21일
  - 대한민국의 배구 선수 이지희.
  - 대한민국의 종합격투기 선수 박지혜.
  - 대한민국의 축구 선수 김윤호.
  - 대한민국의 약사, 유튜버 고퇴경.
  - 미국의 싱어송라이터 피비 라이언.
- 9월 22일
  - 일본의 전 축구 선수 구라타 고헤이.
  - 대한민국의 모델, 인터넷 방송인 나리땽.
- 9월 23일 - 대한민국의 테너 성악가 김민석.
- 9월 24일
  - 대한민국의 가수 태일 (블락비).
  - 대한민국의 배우 김다예.
- 9월 25일
  - 일본의 피겨 스케이팅 선수 아사다 마오.
  - 캐나다의 배우 해나 그로스.
- 9월 26일 - 대한민국의 재즈피아니스트 강혜인.
- 9월 27일
  - 대한민국의 스키 선수 서정화.
  - 대한민국의 전 축구 선수 김성민.
  - 중국의 배우 리친.
- 9월 28일 - 대한민국의 가수 에디전.
- 9월 29일 - 아이슬란드의 축구 선수 사라 비외르크 귄나르스도티르.
- 9월 30일
  - 대한민국의 축구 선수 김승규.
  - 대한민국의 성우 서다혜.

### 10월
- 10월 1일
  - 대한민국의 가수 리니.
  - 대한민국의 축구 선수 김동철.
  - 대한민국의 축구 선수 김민호.
  - 튀르키예의 배우, 모델 하잘 카야.
- 10월 2일 - 맨섬의 가수 서맨사 바크스.
- 10월 3일 - 스위스의 축구 선수 아나마리아 츠르노고르체비치.
- 10월 4일 - 대한민국의 야구 선수 이재학 (NC 다이노스).
- 10월 5일 - 일본의 축구 선수 스가사와 유이카.
- 10월 6일
  - 대한민국의 전 가수, 배우 한선화. (시크릿)
  - 일본의 축구 선수 야마구치 호타루.
  - 대한민국의 축구 선수 김도형.
- 10월 7일
  - 대한민국의 가수 천둥.
  - 대한민국 야구 선수 정수빈.
- 10월 8일
  - 대한민국의 배우 윤진솔.
  - 대한민국의 래퍼 바람 (빅스타).
  - 일본의 가수 나카타 치사토. (AKB48)
- 10월 9일
  - 대한민국의 야구 선수 양종민.
  - 대한민국의 뮤지컬 배우 박가람.
- 10월 10일
  - 대한민국의 배우 하연수.
  - 대한민국의 희극인 홍예슬.
  - 대한민국의 전 축구 선수 김영윤.
- 10월 11일 - 대한민국의 가수 JOO.
- 10월 12일 - 대한민국의 가수 얼라이브 펑크.
- 10월 13일
  - 대한민국의 야구 선수 정주현 (LG 트윈스).
  - 대한민국의 배우, 모델 박환희.
- 10월 14일 - 대한민국의 가수, 작곡가 주우영.
- 10월 15일
  - 대한민국의 가수 전지윤 (포미닛).
  - 대한민국의 배우 김소영.
  - 대한민국의 사격 선수 강지은.
  - 일본의 배우 미즈하라 키코.
- 10월 16일 - 일본의 가수 사토 아미나. (AKB48)
- 10월 17일
  - 대한민국의 기상캐스터 구본아.
  - 일본의 축구 선수 구마가이 사키.
- 10월 18일
  - 대한민국의 전직 스타크래프트 프로게이머 김구현 (프라임).
  - 대한민국의 배우 김대근.
  - 가나의 축구 선수 대니얼 오파레이.
- 10월 19일 - 대한민국의 축구 선수 박주원.
- 10월 20일
  - 대한민국의 배우 이재준.
  - 대한민국의 배우 허은정.
  - 대한민국의 축구 선수 홍진기.
  - 중화인민공화국의 프리스타일 스키 선수 치광푸.
  - 일본의 음악 프로듀서, 소설가, 각본가 진.
- 10월 21일 - 대한민국의 정치인 김용태.
- 10월 22일
  - 대한민국의 축구 선수 김효진.
  - 일본의 성우 아마사키 코헤이.
- 10월 23일
  - 대한민국의 가수 오세웅.
  - 대한민국의 가수 김일도 (이천원).
  - 대한민국의 가수 카더가든.
- 10월 24일 - 독일의 축구 선수 일카이 귄도안.
- 10월 25일 - 대한민국의 가수 태윤.
- 10월 26일
  - 대한민국의 모델 백지원.
  - 러시아 태생 대한민국의 바이애슬론 선수 예카테리나 아바쿠모바.
- 10월 27일
  - 아이슬란드의 축구 선수 요한 베르그 그뷔드뮌손.
  - 미국의 전 야구 선수 제이슨 휠러.
  - 유튜버 김민수
- 10월 28일
  - 튀니지의 축구 선수 유세프 므사크니.
  - 대한민국의 사격 선수 김서준.
- 10월 29일 - 대한민국의 성우 최결.
- 10월 30일
  - 대한민국의 축구 선수 주세종.
  - 대한민국의 모델 주선영.
- 10월 31일
  - 대만의 배우, 가수, 모델 쉬광한.
  - 아르헨티나의 축구 선수 에밀리아노 살라. (~2019년)

### 11월
- 11월 1일 - 대한민국의 연극배우 진예슬.
- 11월 2일 - 대한민국의 농구 선수 이동건.
- 11월 3일 - 프랑스의 배우, 가수 미스 밍.
- 11월 4일
  - 대한민국의 레이싱 모델 반지희.
  - 대한민국의 야구 선수 이학주.
  - 대한민국의 야구 선수 이상민.
  - 대한민국의 배우 홍수민.
  - 대한민국의 축구 선수 한승엽.
- 11월 5일
  - 대한민국의 가수 클랑.
  - 오스트레일리아의 전 스켈레톤 선수 재클린 내러콧.
- 11월 6일
  - 일본의 가수 오오야 마사나.
  - 중국의 배우 크리스.
  - 독일의 축구 선수 안드레 쉬를레.
- 11월 7일
  - 대한민국의 권투 선수 최현미.
  - 스페인의 축구 선수 다비드 데 헤아.
- 11월 8일 - 미국의 가수 SZA.
- 11월 9일
  - 대한민국의 아나운서 석지연.
  - 대한민국의 종합격투기 임지우.
- 11월 10일
  - 일본의 야구 선수 니시 유키.
  - 대한민국의 가수 레오 (빅스).
- 11월 11일
  - 대한민국의 가수, 배우 한가빈.
  - 대한민국의 배우 유희제.
  - 네덜란드의 축구 선수 조르지뇨 베이날둠.
- 11월 12일
  - 대한민국의 성우 손수호.
  - 도미니카공화국의 야구 선수 마르셀 오즈나.
- 11월 13일 - 대한민국의 전 야구 선수 김동은.
- 11월 14일 - 대한민국의 치어리더 김민지.
- 11월 15일
  - 일본의 배우 혼고 카나타.
  - 일본의 가수 야자와 에리카.
  - 대한민국의 축구 선수 김성주.
- 11월 16일 - 대한민국의 기타연주가 정예원.
- 11월 18일
  - 대한민국의 희극인 배정근.
  - 대한민국의 희극인 겸 방송인 주현정.
  - 대한민국의 피겨 스케이팅 선수 김나영.
  - 대한민국의 축구 선수 임하람.
  - 대한민국의 작가, 미술가 정은혜.
- 11월 19일 - 대한민국의 가수, 성악가 조민규.
- 11월 20일
  - 벨기에 태생의 중국계 여자 배드민턴 선수 리안 탄.
  - 대한민국의 가수 박종구.
- 11월 21일 - 대한민국의 배우 이상미.
- 11월 22일
  - 대한민국의 가수 장동우 (인피니트).
  - 대한민국의 배우 이유비.
  - 대한민국의 가수 서은광 (비투비).
  - 대한민국의 가수 차재이.
  - 튀르키예의 레슬링 선수 타하 아크귈.
- 11월 23일
  - 대한민국의 가수 에디 킴.
  - 대한민국의 펜싱 선수 최수연.
- 11월 24일 - 대한민국의 배우, 전 가수 한예진.
- 11월 25일
  - 프랑스의 배우 아누슈카 들롱.
  - 이집트의 플뢰레 펜싱 선수 알라엘딘 아부엘카셈.
- 11월 26일
  - 영국의 가수 리타 오라.
  - 대한민국의 스타그래프트 프로게이머 김정훈.
  - 대한민국의 교사 최혜정. (~2014년)
- 11월 27일
  - 대한민국의 축구 선수 임선주.
  - 미국의 가수 블랙베어.
- 11월 28일 - 대한민국의 골프 선수 김수현.
- 11월 29일
  - 대한민국의 래퍼 이민혁 (비투비).
  - 대한민국의 컬링 선수 김은정.
  - 대한민국의 배우 정재광.
- 11월 30일
  - 대한민국의 가수 우연수.
  - 그리스의 육상 선수 엘레프테리오스 페트루니아스.

### 12월
- 12월 1일 - 대한민국의 배우 김진희.
- 12월 2일
  - 일본의 가수 야오토메 히카루 (Hey! Say! JUMP).
  - 대한민국의 가수 윤딴딴.
- 12월 3일 - 벨기에의 축구 선수 크리스티앙 벤테케.
- 12월 4일 - 대한민국의 가수 한초임.
- 12월 5일
  - 대한민국의 가수 강수빈.
  - 대한민국의 배우 신서현.
- 12월 6일 - 러시아의 축구 선수 데니스 체리셰프.
- 12월 7일
  - 네덜란드의 축구 선수 레나터 얀선.
  - 쿠바의 야구 선수 야시엘 푸이그.
- 12월 8일
  - 대한민국의 가수 강혜연.
  - 일본의 성우 토다 메구미.
  - 미국의 스노보드 선수 제이미 앤더슨.
- 12월 9일
  - 독일의 가수 라피.
  - 대한민국의 기업인 김민식.
- 12월 10일
  - 대한민국의 전직 스타크래프트 프로게이머 박수범.
  - 일본의 가수 마츠이 사키코.
  - 대한민국의 희극인 조진세.
  - 콩고 민주 공화국의 축구 선수 카젱가 루아루아.
- 12월 11일
  - 대한민국의 야구 선수 이홍구.
  - 대한민국의 가수 효린 (씨스타).
  - 중국의 래퍼 조이쉔 (유니크).
- 12월 12일 - 대한민국의 가수 승리 (빅뱅).
- 12월 13일 - 대한민국의 사진작가 하동수.
- 12월 14일
  - 대한민국의 가수 비범 (블락비).
  - 대한민국의 가수 충완.
  - 대한민국의 전 축구 선수 조성진.
- 12월 16일 - 대한민국의 작가, 기업인 조빛나.
- 12월 17일 - 대한민국의 가수 하연.
- 12월 18일
  - 대한민국의 야구 선수 정인욱 (삼성 라이온즈).
  - 대한민국의 골프 선수 안신애.
  - 리투아니아의 축구 선수 아르비다스 노비코바스
- 12월 19일
  - 대한민국의 레이싱 모델 신세하.
  - 대한민국의 쇼트트랙 선수 김성일.
- 12월 20일
  - 일본의 성우 타카하시 미나미.
  - 미국의 싱어송라이터, 배우 조조.
  - 일본의 바둑 기사 데라야마 레이.
- 12월 21일
  - 대한민국의 가수 원주.
  - 대한민국의 가수 정원준.
- 12월 22일
  - 대한민국의 바이올리니스트 장유진.
  - 일본의 성우 안자이 치카.
- 12월 23일 - 대한민국의 가수 재효 (블락비).
- 12월 24일 - 대한민국의 연극배우 강이슬.
- 12월 25일 - 대한민국의 가수 디노.
- 12월 26일
  - 대한민국의 뮤지컬 배우 김도현.
  - 러시아의 프로 축구 선수 데니스 체리셰프.
  - 웨일스의 축구 선수 에런 램지.
- 12월 27일
  - 대한민국의 희극인 김민호.
  - 캐나다의 아이스하키 선수 조나탕 마르셰소.
- 12월 28일
  - 대한민국의 희극인 이상은.
  - 대한민국의 배우 이재성.
  - 스페인의 축구 선수 마르코스 알론소 멘도사.
- 12월 29일
  - 대한민국의 레이싱 모델 송다미.
  - 대한민국의 가수 알렌기범 (유키스).
- 12월 30일
  - 대한민국의 야구 선수 권희동.
  - 대한민국의 뮤지컬 배우 서예림.
- 12월 31일
  - 대한민국의 성우 강성우.
  - 캐나다의 피겨 스케이팅 선수 패트릭 챈.

### 미상
- 대한민국의 배우 김태진.
- 대한민국의 가수 여니엘. (쉬즈)
- 대한민국의 아나운서 이보현.
- 대한민국의 기자 이선화.
- 대한민국의 전 배우 이승훈.
- 대한민국의 범죄인 조선.
- 대한민국의 종합격투기 선수, 배우 홍준영.
- 대한민국의 축구 선수 원태연.
- 대한민국의 가수 폴카이트.
- 대한민국의 농구 선수 김가은.
- 대한민국의 범죄자 김종국.
- 대한민국의 농구 선수 김지수.
- 대한민국의 배우, 영화 감독 김진화.
- 대한민국의 작곡가, 기타리스트 박성진.
- 대한민국의 미술인 박윤지.
- 대한민국의 농구 선수 신은경.
- 대한민국의 래퍼 이규환.
- 대한민국의 기업인이며, CJ그룹 회장인 이재현의 아들 이선호.
- 대한민국의 모델 이수진.
- 대한민국의 화가 이다혜.
- 대한민국의 플루티스트 조성현.
- 잉글랜드의 작곡가 알렉스 팩스턴.
- 일본의 배우 사토 다쿠야.

## 사망

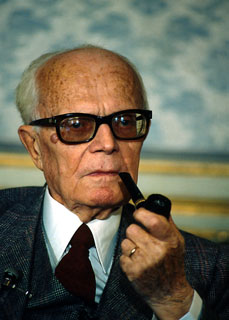
산드로 페르티니

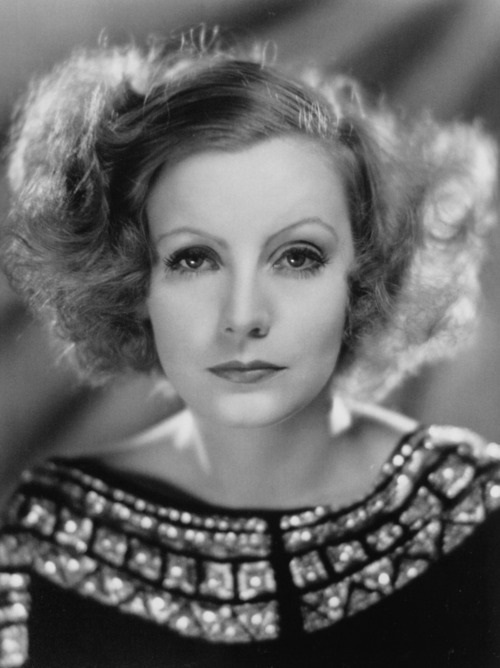
그레타 가르보

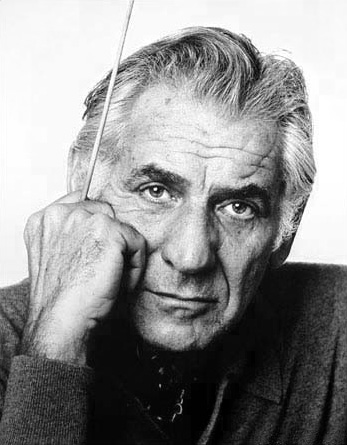
레너드 번스타인

- 2월 4일 - 대한민국의 가수 장덕. (1961년~)
- 2월 23일 - 이탈리아의 정치가 산드로 페르티니. (1896년~)
- 3월 20일 - 소련의 축구 선수 레프 야신. (1929년~)
- 4월 15일 - 스웨덴의 영화 배우 그레타 가르보. (1905년~)
- 4월 17일 - 미국의 인권 운동가 랠프 애버내시. (1926년~)
- 4월 24일 - 대한민국의 기업인 정몽우. (1945년~)
- 6월 7일 - 대한민국의 시인 모윤숙. (1910년~)
- 6월 27일 - 대한민국의 문학평론가, 불문학자 김현. (1942년~)
- 7월 17일 - 오스트리아의 소설가 돌레짤. (1922년~)
- 7월 18일 - 대한민국의 제4대 대통령 윤보선. (1897년~)
- 8월 15일 - 러시아의 한국계 대중음악가 빅토르 초이. (1962년~)
- 8월 16일 - 대한민국의 가수 장현. (1956년~)
- 10월 3일 - 미국의 군인 커티스 르메이. (1906년~)
- 10월 14일 - 미국의 지휘자 레너드 번스타인. (1918년~)
- 10월 23일 - 프랑스의 철학자 루이 알튀세르. (1918년~)
- 10월 27일 - 프랑스의 영화감독 자크 데미. (1931년~)
- 11월 1일 - 대한민국의 가수 김현식. (1958년~)
- 11월 23일 - 영국의 작가 로알드 달. (1916년~)
- 11월 25일 - 이탈리아의 권투 선수 살바토레 토디스코. (1961년~)
- 12월 12일 - 대한민국의 변호사 조영래. (1947년~)

## 노벨상
- 경제학상: 해리 마코위츠, 머턴 밀러, 윌리엄 샤프
- 문학상: 옥타비오 파스
- 물리학상: 제롬 I. 프리드먼, 헨리 W. 켄들, 리처드 E. 타일러
- 생리학 및 의학상: 조지프 E. 머리, E. 도널 토머스
- 평화상: 미하일 고르바초프
- 화학상: 일라이어스 제임스 코리

## 달력
| 1월 |    |    |    |    |    |    |
| 일  | 월 | 화 | 수 | 목 | 금 | 토 |
|     | 1  | 2  | 3  | 4  | 5  | 6  |
| 7   | 8  | 9  | 10 | 11 | 12 | 13 |
| 14  | 15 | 16 | 17 | 18 | 19 | 20 |
| 21  | 22 | 23 | 24 | 25 | 26 | 27 |
| 28  | 29 | 30 | 31 |    |    |    |

| 2월 |    |    |    |    |    |    |
| 일  | 월 | 화 | 수 | 목 | 금 | 토 |
|     |    |    |    | 1  | 2  | 3  |
| 4   | 5  | 6  | 7  | 8  | 9  | 10 |
| 11  | 12 | 13 | 14 | 15 | 16 | 17 |
| 18  | 19 | 20 | 21 | 22 | 23 | 24 |
| 25  | 26 | 27 | 28 |    |    |    |

| 3월 |    |    |    |    |    |    |
| 일  | 월 | 화 | 수 | 목 | 금 | 토 |
|     |    |    |    | 1  | 2  | 3  |
| 4   | 5  | 6  | 7  | 8  | 9  | 10 |
| 11  | 12 | 13 | 14 | 15 | 16 | 17 |
| 18  | 19 | 20 | 21 | 22 | 23 | 24 |
| 25  | 26 | 27 | 28 | 29 | 30 | 31 |

| 4월 |    |    |    |    |    |    |
| 일  | 월 | 화 | 수 | 목 | 금 | 토 |
| 1   | 2  | 3  | 4  | 5  | 6  | 7  |
| 8   | 9  | 10 | 11 | 12 | 13 | 14 |
| 15  | 16 | 17 | 18 | 19 | 20 | 21 |
| 22  | 23 | 24 | 25 | 26 | 27 | 28 |
| 29  | 30 |    |    |    |    |    |

| 5월 |    |    |    |    |    |    |
| 일  | 월 | 화 | 수 | 목 | 금 | 토 |
|     |    | 1  | 2  | 3  | 4  | 5  |
| 6   | 7  | 8  | 9  | 10 | 11 | 12 |
| 13  | 14 | 15 | 16 | 17 | 18 | 19 |
| 20  | 21 | 22 | 23 | 24 | 25 | 26 |
| 27  | 28 | 29 | 30 | 31 |    |    |

| 6월 |    |    |    |    |    |    |
| 일  | 월 | 화 | 수 | 목 | 금 | 토 |
|     |    |    |    |    | 1  | 2  |
| 3   | 4  | 5  | 6  | 7  | 8  | 9  |
| 10  | 11 | 12 | 13 | 14 | 15 | 16 |
| 17  | 18 | 19 | 20 | 21 | 22 | 23 |
| 24  | 25 | 26 | 27 | 28 | 29 | 30 |

| 7월 |    |    |    |    |    |    |
| 일  | 월 | 화 | 수 | 목 | 금 | 토 |
| 1   | 2  | 3  | 4  | 5  | 6  | 7  |
| 8   | 9  | 10 | 11 | 12 | 13 | 14 |
| 15  | 16 | 17 | 18 | 19 | 20 | 21 |
| 22  | 23 | 24 | 25 | 26 | 27 | 28 |
| 29  | 30 | 31 |    |    |    |    |

| 8월 |    |    |    |    |    |    |
| 일  | 월 | 화 | 수 | 목 | 금 | 토 |
|     |    |    | 1  | 2  | 3  | 4  |
| 5   | 6  | 7  | 8  | 9  | 10 | 11 |
| 12  | 13 | 14 | 15 | 16 | 17 | 18 |
| 19  | 20 | 21 | 22 | 23 | 24 | 25 |
| 26  | 27 | 28 | 29 | 30 | 31 |    |

| 9월 |    |    |    |    |    |    |
| 일  | 월 | 화 | 수 | 목 | 금 | 토 |
|     |    |    |    |    |    | 1  |
| 2   | 3  | 4  | 5  | 6  | 7  | 8  |
| 9   | 10 | 11 | 12 | 13 | 14 | 15 |
| 16  | 17 | 18 | 19 | 20 | 21 | 22 |
| 23  | 24 | 25 | 26 | 27 | 28 | 29 |
| 30  |    |    |    |    |    |    |

| 10월 |    |    |    |    |    |    |
| 일   | 월 | 화 | 수 | 목 | 금 | 토 |
|      | 1  | 2  | 3  | 4  | 5  | 6  |
| 7    | 8  | 9  | 10 | 11 | 12 | 13 |
| 14   | 15 | 16 | 17 | 18 | 19 | 20 |
| 21   | 22 | 23 | 24 | 25 | 26 | 27 |
| 28   | 29 | 30 | 31 |    |    |    |

| 11월 |    |    |    |    |    |    |
| 일   | 월 | 화 | 수 | 목 | 금 | 토 |
|      |    |    |    | 1  | 2  | 3  |
| 4    | 5  | 6  | 7  | 8  | 9  | 10 |
| 11   | 12 | 13 | 14 | 15 | 16 | 17 |
| 18   | 19 | 20 | 21 | 22 | 23 | 24 |
| 25   | 26 | 27 | 28 | 29 | 30 |    |

| 12월 |    |    |    |    |    |    |
| 일   | 월 | 화 | 수 | 목 | 금 | 토 |
|      |    |    |    |    |    | 1  |
| 2    | 3  | 4  | 5  | 6  | 7  | 8  |
| 9    | 10 | 11 | 12 | 13 | 14 | 15 |
| 16   | 17 | 18 | 19 | 20 | 21 | 22 |
| 23   | 24 | 25 | 26 | 27 | 28 | 29 |
| 30   | 31 |    |    |    |    |    |

### 음양력 대조 일람
| 음력월 | 월건 | 대소 | 음력 1일의 양력 월일 | 음력 1일 간지 |
| ------ | ---- | ---- | -------------------- | ------------- |
| 1월    | 무인 | 소   | 1월 27일             | 임진          |
| 2월    | 기묘 | 대   | 2월 25일             | 신유          |
| 3월    | 경진 | 소   | 3월 27일             | 신묘          |
| 4월    | 신사 | 소   | 4월 25일             | 경신          |
| 5월    | 임오 | 대   | 5월 24일             | 기축          |
| 윤5월  |      | 소   | 6월 23일             | 기미          |
| 6월    | 계미 | 소   | 7월 22일             | 무자          |
| 7월    | 갑신 | 대   | 8월 20일             | 정사          |
| 8월    | 을유 | 대   | 9월 19일             | 정해          |
| 9월    | 병술 | 소   | 10월 19일            | 정사          |
| 10월   | 정해 | 대   | 11월 17일            | 병술          |
| 11월   | 무자 | 대   | 12월 17일            | 병진          |
| 12월   | 기축 | 대   | 1991년 1월 16일      | 병술          |